# Valledolmo
Valledolmo est une commune italienne de la province de Palerme, dans la région Sicile.

## Administration
| Période                                  | Période  | Identité     | Étiquette | Qualité |
| ---------------------------------------- | -------- | ------------ | --------- | ------- |
| 2017                                     | en cours | Angelo Conti |           |         |
| Les données manquantes sont à compléter. |          |              |           |         |

### Communes limitrophes
Alia, Sclafani Bagni, Vallelunga Pratameno.